# Rentenversicherungsbericht
Der Rentenversicherungsbericht wird als gesetzlicher Auftrag einmal jährlich zum 30. November auf der Grundlage des § 154 Sozialgesetzbuch SGB VI erstellt und von der Bundesregierung vorgelegt.

## Aufgabe
Die Hauptaufgabe des Rentenversicherungsberichtes ist es, über Entwicklungen aus dem Bereich der Rentenfinanzen in Gegenwart, Vergangenheit und Zukunft Auskunft zu geben. Kernstücke sind die Entwicklung der Einnahmen und Ausgaben sowie Vorausberechnungen zur Nachhaltigkeitsrücklage und zum erforderlichen Beitragssatz. Seit 1997 wird berichtet, wie sich die Anhebung der Altersgrenzen voraussichtlich auf die Arbeitsmarktlage, die Finanzlage der Rentenversicherung und andere öffentliche Haushalte auswirkt.
In jeder Legislaturperiode einmal ist der Rentenversicherungsbericht zusätzlich um den Alterssicherungsbericht zu ergänzen.

## Inhalte
Der Rentenversicherungsbericht informiert über:
- Einnahmen und Ausgaben der Rentenfinanzen sowie deren Entwicklung in den kommenden 15 Jahren anhand von Modellrechnungen
- Schwerpunkt des Berichts ist die finanzielle Entwicklung der künftigen fünf Jahre
- Gesonderte Berichterstattung über die neuen Länder erfolgt bis zur Angleichung der Löhne und Gehälter an die Situation der alten Länder